# La mujer de mi padre
La mujer de mi padre es una película argentina filmada a color dirigida por Armando Bó sobre su propio guion que se estrenó el 25 de abril de 1968 y que tuvo como protagonistas a Isabel Sarli, Armando Bo, Víctor Bó y Mario Lozano. Hay escenas de exteriores filmadas en las Cataratas de Iguazú, provincia de Misiones.
El distribuidor de las películas Bo-Sarli en el exterior quería a Stewart Granger para protagonizar la película, lo cual Bo aceptó, pero luego dio marcha atrás.

## Sinopsis
Un padre se enfrenta con su hijo por el amor de una mujer.

## Reparto
- Isabel Sarli	...	Eva
- Armando Bó	...	José
- Víctor Bó	...	Mario
- Mario Lozano	...	Simón

## Comentarios
El País dijo:

”La escena final reúne al triángulo amoroso, en una suma final de inepcias expresivas, que merece quedar en el recuerdo, mientras Sarli entorna los ojos en gesto que está más cerca de la nebulosa mental que la sensualidad.”

La revista Gente señalaba del filme:

”Vigorosas actuaciones de los Bó, bien acompañados por Lozano y los encantos de Isabel Sarli.”

Por su parte, Manrupe y Portela escriben:

”Sarli en triángulo con Bó padre y Bó hijo, y un argumento digno de análisis psicoanalítico.”